# Иовиан
Фла́вий Кла́вдий Иовиа́н (лат. Flavius Claudius Iovianus, 330 год (331 год) — 17 февраля 364 года) — римский император в 363—364 годах, часто именуемый просто Иовиан.
После кончины Юлиана Отступника был провозглашён новым правителем Римской империи. Иовиан заключил мирный договор сроком на 30 лет с персидским царём Шапуром II, согласно которому отказывался от пяти месопотамских провинций и Армении. Исповедуя христианство, Иовиан восстановил в Римской империи христианство, урезанное в правах его предшественником, и вернул церкви все её привилегии. Однако он относился терпимо и к язычеству, и ко всем направлениям христианской религии. Через 7,5 месяцев после начала правления скончался в Вифинии по дороге в Константинополь при так и не выясненных до конца обстоятельствах.

## Происхождение
Иовиан родился в 330 (или 331) году в Сингидунуме (современный Белград) в семье комита доместиков (лат. comes domesticorum) Варрониана (одного из двух начальников императорской гвардии Константина II). Языческие авторы, следуя античной традиции, приводят пророческие сны его отца, сулившие Иовиану власть. Так, автор «Извлечений о жизни и нравах римских императоров» пишет, что тому «было дано во сне указание, чтобы сыну, рождение которого в его семье тогда уже ожидалось, он дал имя Иовиан», так как имя образовано от одного из императорских эпитетов (ещё со времён Диоклетиана) — «Иовий», то есть «Юпитер». Аммиан Марцеллин говорит, что «его отец Варрониан из откровения, полученного во сне, знал наперёд судьбу сына». Предсказание Иовиану императорского сана Аммиан также видит в том, что Иовиану, по должности сопровождавшему набальзамированный труп недавно умершего Констанция II до Константинополя, «предоставляли образцы хлебного довольствия солдат или, как это называют, пробы, выставляли на смотр лошадей государственной почты, и народ по обычаю встречал его толпами». В этом же видел божественное предзнаменование и оратор Фемистий.
В судьбе будущего императора важную роль сыграли заслуги его отца. Иовиан заметных успехов не добился, какими-либо выдающимися достоинствами наделён не был и был известен в армии именно благодаря Варрониану (хотя, например, Феодорит Кирский пишет, что Иовиан «слыл мужем отличным и знаменитым и получил известность по многим причинам», но причины эти не приводит). Он сделал себе карьеру в императорской гвардии, будучи протектором-доместиком (лат. protector domesticus) при Констанции II и Юлиане и дослужившись при последнем до примицерия доместиков (лат. primicerius domesticorum) — начальника гвардии. В христианских источниках получила распространение версия о том, что Иовиан был уволен со службы Юлианом II за приверженность к христианству. Современными исследователями эта легенда признана не имеющей под собой реальных оснований — Иовиан сопровождал императора Юлиана II в его персидском походе против Шапура II в качестве начальника императорских телохранителей.

## Внешность и личные качества

Портрет Иовиана на солиде из Антиохии

Наиболее полное описание внешности и личности Иовиана оставил Аммиан Марцеллин:

«Осанка его при движении отличалась достоинством, лицо было очень приветливым, глаза голубыми, роста он был очень большого, так что долго не могли найти никакой подходящей ему царской одежды. …занимался иногда серьёзными делами после полудня и имел привычку весело шутить в обществе близких людей. …образования был невысокого; по характеру был доброжелателен и, насколько можно было судить по немногим случаям сделанных им назначений, осторожен в выборе сановников. В пище он допускал излишества, имел склонность к вину и любовным утехам, — пороки, от которых, быть может, он бы и избавился из уважения к императорскому сану».

В то же время Аммиан называет его «сутуловатым». Высокий рост и статное сложение Иовиана подчеркивают и другие авторы. К этому христианские писатели добавляют апологетические характеристики:

«Он был очень высокого роста и имел великую душу, обыкновенно отличался в войнах и в подвигах ещё более важных, ибо смело говаривал против нечестия, не боялся власти тирана [то есть Юлиана II — Wiki] и за свою ревность относим был к мученикам нашего Спасителя».

## Ситуация в Римской империи
Предшественник Иовиана Юлиан II проводил активную внутреннюю и внешнюю политику. После прихода к власти он организовал судебные расследования деятельности бывших приближенных Констанция II, некоторые из которых были казнены, а многие отправлены в отставку, что создало императору естественную оппозицию. Главным направлением во внутренней политике Юлиана был отказ от государственной поддержки христианства и возврат к старой римской религии (правда, в несколько реформированном виде). Христиане не подвергались казням, в основном «гонения» заключались в отстранении их от преподавания в школах и ликвидации финансовой поддержки государством христианской церкви. Данная политика тоже, несомненно, способствовала формированию внутренней оппозиции.
В области внешней политики Юлиан был намерен завершить долго тянувшуюся войну с персами. Снарядив в начале 363 года армию, он двинулся в Персию. Поход первоначально проходил успешно, Юлиан нанес персидскому войску поражение и занял несколько крепостей. Однако, не решившись осаждать столицу Сасанидов, Ктесифон, Юлиан обманом был заманен персами в пустыню, и в битве получил смертельную рану.

## Избрание императором

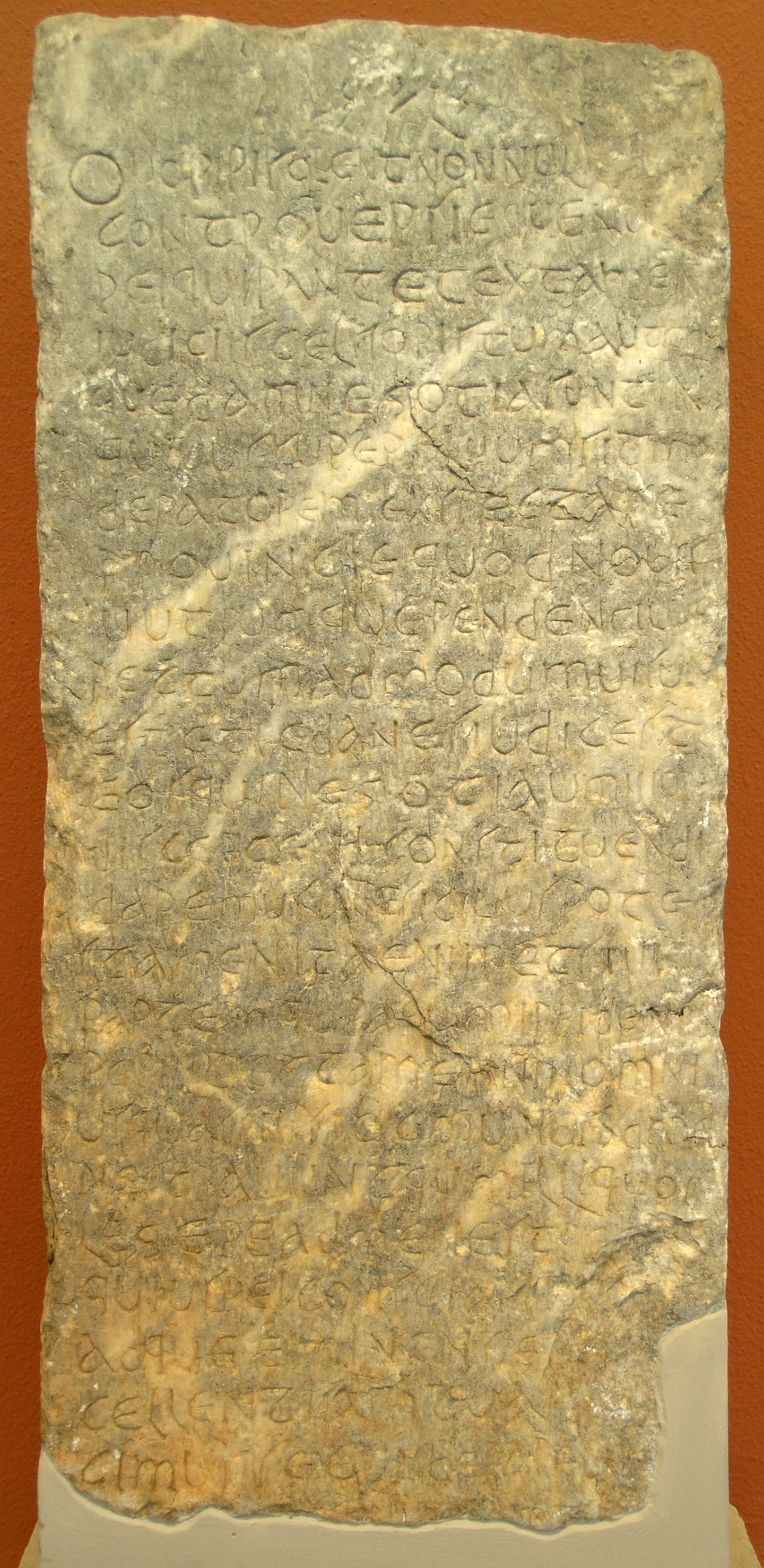
Надпись на латыни, воспроизводящая письмо (CIL III, 459) императора Юлиана II к Секунду Саллюстию — главному сопернику Иовиана на выборах императора 363 года (Афинский эпиграфический музей)

Когда высшие чины армии собрались, чтобы выбрать преемника погибшего Юлиана (так как тот не оставил официального наследника), Иовиан получил власть (27 июня 363 года), хотя до того не мог и надеяться на неё. Наиболее подробно об обретении им власти пишет Аммиан. Историк сообщает, что армейские начальники в процессе выборов разделились на две партии:

«Аринфей, Виктор и остальные из придворного штата Констанция искали подходящего человека из своей партии; напротив, Невитта, Дагалайф и знатнейшие галлы искали такого из своих соратников».
 В источниках нельзя найти непосредственной информации, в чём же состояли их разногласия. Однако можно проследить несколько основных линий.
- Во-первых, сказывались религиозные пристрастия различных армейских чинов — в обществе явно существовали два лагеря — языческий и христианский[23].
- Во-вторых, внутри элиты существовали некоторые «территориальные кланы» — и паннонцы были далеко не на последнем месте — ведь и Иовиан, и его преемник Валентиниан происходили именно из Паннонии[24]. К тому же Аммиан в одном месте прямо говорит о поддержке Валентиниана его земляками[25].
- В-третьих, внутреннюю борьбу можно наблюдать между бывшими придворными Констанция II и приближёнными Юлиана.

Неизвестно, как именно шла внутренняя борьба по вопросу о выборе императора, известно лишь, что титул предложили префекту претория Секунду Саллюстию, язычнику по вероисповеданию и соратнику Юлиана, бывшему при Юлиане фактически вторым человеком в государстве. Тот, однако, отказался, ссылаясь на свой возраст. Так как армия находилась в критической ситуации — в пустыне, отступая перед наседавшими персами, то надо было быстро принимать какое-то решение. Как пишет Аммиан, «…несколько горячих голов, как это часто случается в затруднительных обстоятельствах, выбрали императором Иовиана». Впрочем, вероятно, что затруднение разрешил Дагалайф — возможно, он поддержал кандидатуру Иовиана, покинув сторону Невитты. Отчасти это подтверждается тем, что в дальнейшем Дагалайф занимал высшие государственные должности, о судьбе же Невитты ни один из дошедших до нас источников ничего более не упоминает. Итак, пурпур был предоставлен Иовиану. Он был избран императором как компромиссная фигура, устраивавшая соперничающих между собой военачальников империи, и был не слишком самостоятелен в принимаемых решениях — Аммиан называет его «тенью императорской власти».
Интересно, что такую трактовку избрания императора приводит лишь Аммиан. Все остальные источники, и языческие, и христианские, сообщают, что Иовиан был избран не какой-то частью, а всей армией, потребовавшей его царём. Исследователи предлагают три основных объяснения этого противоречия. Во-первых, возможна определённая дезинформация со стороны Аммиана Марцеллина. Историк плохо относился к этому императору и не считал его до конца легитимным правителем, пытаясь убедить в этом и своих читателей, приписывая избрание лишь определённой армейской группе. Во-вторых, подобная дезинформация возможна с другой стороны: так, Фемистий произносил свою речь непосредственно перед Иовианом и всем двором, так что вполне мог заменить некоторые не совсем приятные для императора моменты на более выгодные ему. Также и позднейшие христианские писатели, дабы оправдать приход Иовиана к власти, могли писать о его единогласном избрании армией. В-третьих, возможно, что авторы источников просто зафиксировали наделение Иовиана властью армией, и, не вдаваясь в подробности, писали именно об армии, а не о какой-то её части или высшем армейском начальстве.

Христианская историография не останавливалась на анализе вопроса об избрании нового императора, лишь приветствуя обретение трона христианином. Однако христианские авторы все, как один, приводят следующий эпизод: 
«когда, приведенный для получения власти, он увидел императорские знаки отличия, вышел к войску и сказал: „Я не могу вами править, ибо я христианин“. Тогда [ответили] все в один голос: „И мы христиане“. И согласился он принять власть не раньше, чем это услышал».
 Легенда эта появилась в конце IV века — Григорий Назианзин ещё не упоминает о ней. Впрочем, эта история может иметь под собой и некие реальные основания: вкупе с сообщениями, что пурпуру Иовиан был во многом обязан заслугам своего отца, бывшему в своё время командиром легиона Иовиев, эта информация позволяет предположить, что он был выбран в первую очередь именно этим легионом, вслед за которым Иовиана признали и остальные. Иовии в большинстве своём были христианами — их знаменосцы в правление Юлиана отказались убирать со знамён лабарум и были заменены на других. Эту версию может, по мнению некоторых исследователей, подтверждать факт бегства после избрания Иовиана знаменосца этого легиона к персам. Знаменосец этот находился в плохих отношениях с отцом нового императора и выступал, вероятно, против поддержки Иовиана легионом. Также возможна версия, что основной силой, выступившей за избрание Иовиана, были отряды протекторов-доместиков.
Аммиан, в противоположность христианским авторам, пишет, что, когда новый император стал обходить строй армии,

«то передовые отряды, слыша крики: „Иовиан Август“, повторяли их ещё громче. Будучи введены в заблуждение сходством его имени с именем Юлиана, так как все различие заключается в одной лишь букве, они подумали, что это выводят оправившегося Юлиана с криками радости и ликования, как это бывало обыкновенно. Но когда увидели, что подходит этот высокий и сутуловатый человек, то догадались, что случилось, и все разразились скорбными стенаниями и слезами».

Иоанн Лид, единственный, приводит версию, согласно которой Юлиан перед смертью назвал Иовиана своим преемником.

## Правление

### Внешняя политика[К 5]

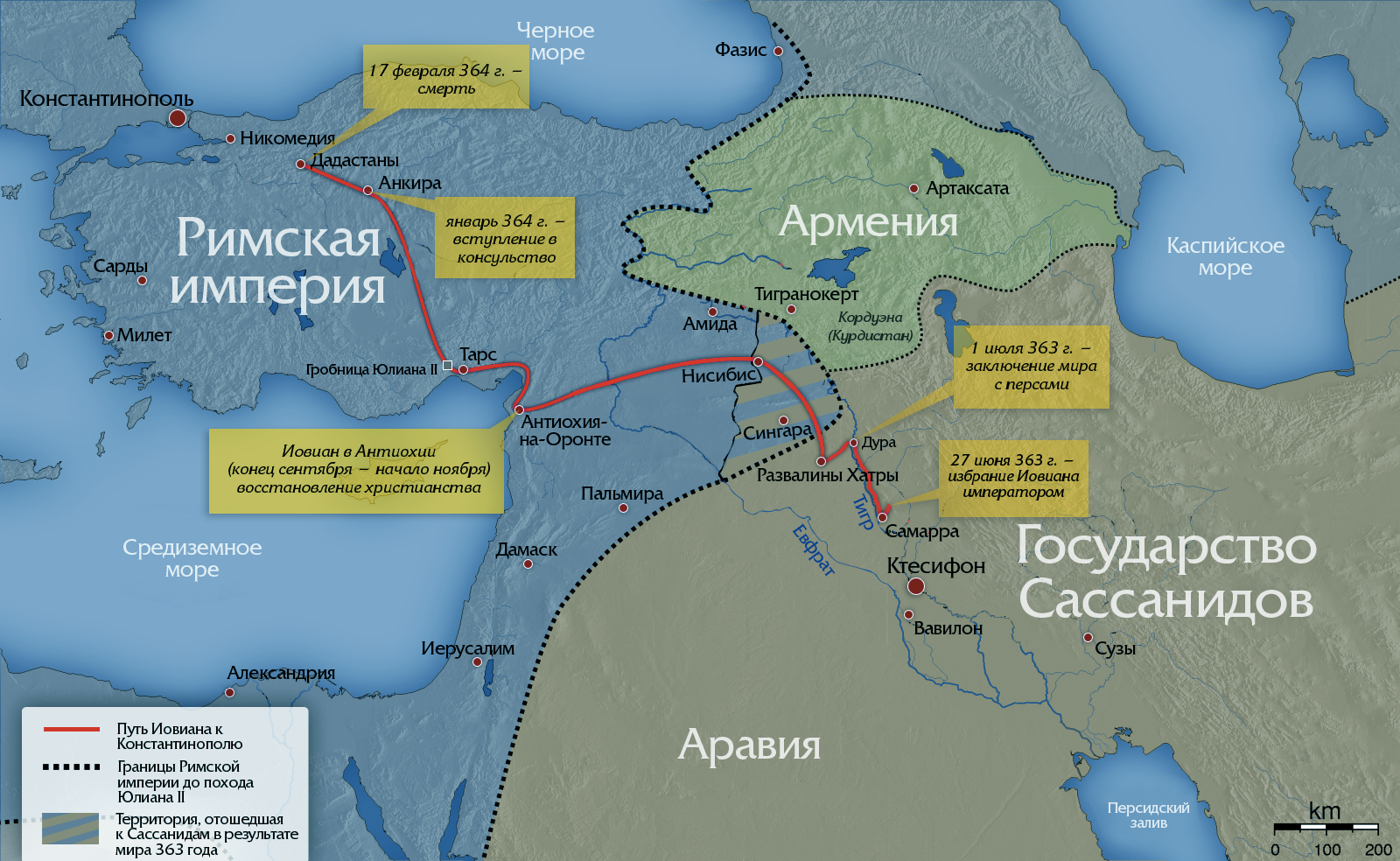
Путь Иовиана к Константинополю и важнейшие события его правления

Получив власть, Иовиан продолжил отступление армии, тем более что Шапур II узнал от перебежчика о смерти Юлиана и стал ещё сильнее наседать на римлян. Теснимое со всех сторон персами римское войско отступило сначала к Сумере, а затем в Харху, где было окружено противником. Измождённые скудным питанием солдаты стали требовать немедленной переправы через Тигр, несмотря на то, что в это время река сильно разлилась, а противоположный берег был занят неприятелем. Дабы успокоить солдат, император приказал галльским и германским солдатам, числом около пятисот, форсировать реку. Эта авантюра оказалась успешной и римский отряд занял противоположный берег. Тем не менее, быстро соорудить переправу и перевести основную часть войска не удалось.
В сложившихся условиях царь Шапур предложил мир на тяжёлых для римлян условиях. В обмен на проход римского войска и заключение мира на 30 лет персидский царь должен был получить пять областей за Тигром: Арзакена, Моксоэна, Забдицена, Регимена и Кордуэна с пятнадцатью крепостями, а кроме того города Нисибис, Кастра Маврорум (лат. Castra Maurorum) и Сингара. Император также должен был отказаться от союза с армянским царём Аршаком II.
Иовиан был сильно озабочен слухами, что, перед тем как направиться в поход, Юлиан оставил своему родственнику Прокопию пурпурный императорский плащ и завещал захватить власть в случае его, Юлиана, смерти. Опасаясь за своё положение, Иовиан принял все условия Шапура, оговорив лишь, что перед сдачей Низибиса и Сингары жители должны покинуть города. Такое решение вызвало резкое осуждение со стороны современников. Даже христианские писатели, превозносившие Иовиана, признают невыгодность заключённого договора, отмечая, впрочем, его необходимость, а иногда и прямо преподнося как достижение. Языческие же авторы — Аммиан, Зосим, Евтропий — прямо порицают императора за него. Тем более, что заключён он был, по мнению Аммиана, не в такой уж безвыходной ситуации; он был нужен Иовиану, так как Август опасался выступления какого-нибудь узурпатора в Галлии или Иллирике. В предупреждение враждебных действий стороны обменялись заложниками. Несмотря на это, персы, по утверждению Аммиана, планировали напасть на отстававших римлян, но были разоблачены в своих намерениях и отказались от них. Во время отступления многие воины погибли от голода, утонули в реке при переправе или, отстав, были захвачены персами. Мир между Империей и персами был заключён на тридцать лет.

### Внутренняя политика
По прибытии на римскую территорию, Иовиан назначил своего тестя Луциллиана магистром конницы и пехоты и повелел ему отправиться в Медиолан, дабы предупредить возможные попытки государственного переворота. Иовиан разослал гонцов в отдалённые части империи, чтобы те выяснили настроения наместников и, по возможности, предотвратили бы выступления недовольных. Этим гонцам было приказано сообщать в провинциях, что персидский поход окончился благополучно. Эти пропагандистские меры дополнялись соответствующими надписями — как на милевых столбах, так и на монетах (на которых выбивались выражения «RESTITVTOR REIPVBLICAE» — «Восстановитель Республики», «VICTORIA AVGVSTI» — «Победа Августа», «VICTORIA ROMANORVM» — «Победа Римлян» и тому подобные).
Когда отступающая армия подошла к Нисибису, император не стал входить в город, а приказал разбить лагерь за его стенами, так как ему было стыдно сдавать неприступный город неприятелю во время собственного пребывания там. Жители Нисибиса просили императора дать им возможность самим, без помощи армии, оборонять свой город, но император отказал им и приказал покинуть его в течение трёх дней.
Август всячески старался устранить возможных соперников — так, был убит его тёзка, примицерий нотариев Иовиан, в пользу которого раздалось несколько голосов при выборах. Для упрочнения своего положения Иовиан предоставил известному полководцу Малариху командование войсками в Галлии, однако тот отказался от предоставленной чести.
В то же время был отослан с частью армии вперёд, к Тарсу, Прокопий — родственник Юлиана, с приказом похоронить последнего возле этого города (как распорядился сам Юлиан при жизни). После похорон Прокопий исчез, и объявился лишь после смерти Иовиана, попытавшись захватить власть.
Некоторое время Иовиан провёл в Антиохии-на-Оронте, где решал религиозные вопросы. Здесь его посетила делегация Константинопольского сената (это была первая делегация; вторая, возможно, посетила его в Анкире). Жители города, по некоторым сообщениям, довольно неприветливо встретили нового императора — из-за того, что Антиохия была всегда под угрозой нашествия персов, и потеря ключа к Востоку — Нисибиса — жителями воспринималась очень тревожно. На настроение жителей города повлияло и то, что Иовиан приказал (побуждаемый своей женой, как пишет Иоанн Антиохийский) сжечь языческий храм, выстроенный ещё при Адриане, который Юлиан превратил в библиотеку. Неприязнь жителей города к Иовиану была так велика, что они, узнав впоследствии о его смерти, восстали и разорили поместья Цензория Дациана, близкого к императору чиновника. Впрочем, у антиохийцев редко складывались хорошие отношения с императорами: они конфликтовали до того и с Юлианом II, и с его братом цезарем Констанцием Галлом. Иовиан недолго задержался в Сирии и поспешил на Запад, стремясь скорее оказаться в Константинополе. Миновав Тарс, в котором он демонстративно позаботился об украшении могилы Юлиана, император прибыл в каппадокийский город Тиану, где к нему прибыли некоторые из посланных им ранее на Запад гонцов. В частности, ему сообщили, что его тесть Луциллиан, после Медиолана поехавший в Германию, погиб в результате бунта в Ремах (совр. Реймс), который вызвал своими несвоевременными действиями (см. ниже). Сообщил Августу об этом Валентиниан, будущий император, сумевший спастись во время бунта. Помимо этих неприятных известий Иовиану также сообщили, что легионы в Галлии признали его.
Август двинулся дальше и, прибыв в Анкиру, вступил в консульство вместе со своим малолетним сыном Варронианом, по поводу чего перед ним и всем двором была произнесена большая речь известным ритором Фемистием, в которой тот всячески превозносил нового августа.
Законов, оставшихся от времени Иовиана, немного. Периодом его правления в кодексе Феодосия помечены 6 законов (из них три обозначаются как принадлежащие императору Юлиану, два — Валентиниану и Валенту), в кодексе Юстиниана — 1 закон, помеченный как принадлежащий Валентиниану и Валенту. При этом исследователи считают принадлежащим Иовиану закон, помеченный составителями кодекса Феодосия как его, но с датой 19 февраля 364 года (то есть на два дня позже наиболее упоминаемой даты смерти). Наибольшее внимание современных исследователей привлекают законы, связанные с религиозной политикой императора.

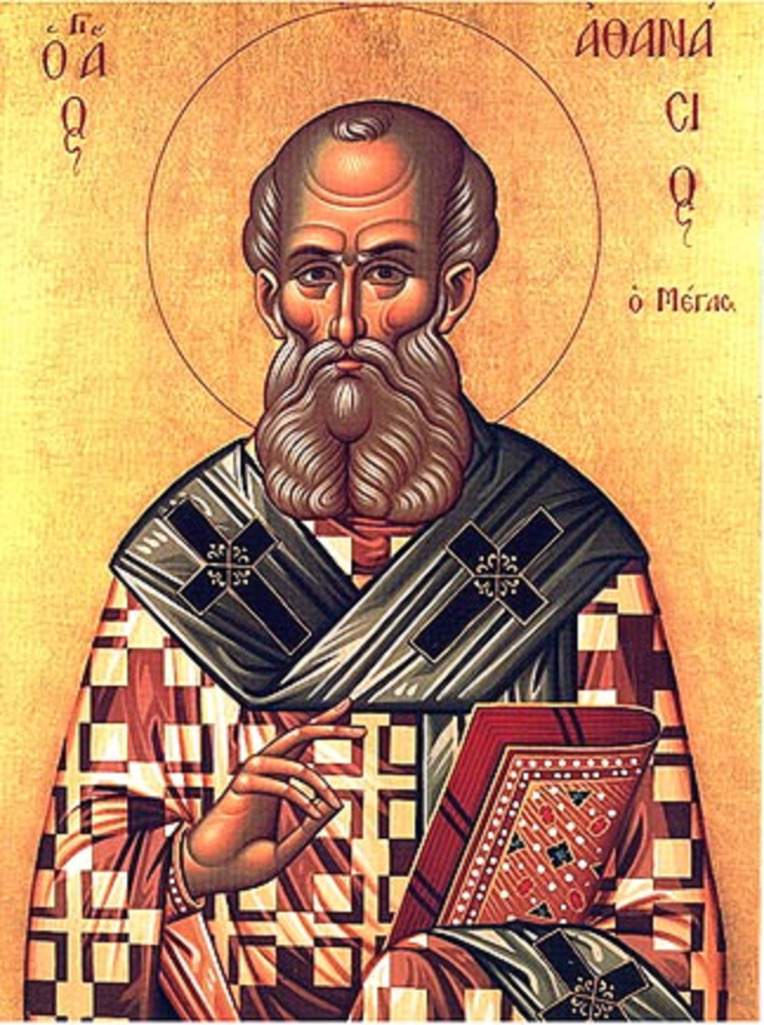
Афанасий Александрийский, активный сторонник никейского символа веры, влиявший на Иовиана в религиозных вопросах

#### Религиозная политика
Деятельность Иовиана в религиозных вопросах была довольно осторожной. Несмотря на свои явные симпатии к христианству, он не стал сразу же после прихода к власти предпринимать какие-то резкие действия в пользу этой религии. Более того, как сообщает Аммиан Марцеллин, своё правление он начал с того, что обратился к гаруспикам, которые провели гадание по внутренностям.

Как только Иовиан ступил на территорию империи, он 

«прежде всего издал закон, которым возвещалось о возвращении епископов из ссылки и вместе повелевалось, чтобы церкви были отданы тем, которые неповрежденно сохраняли Никейскую веру».

 Этим император фактически продолжил политику Юлиана, который ещё ранее приказал вернуть из ссылок никейцев, чтобы противопоставить их арианам, занявшим доминирующие положение при Констанции II. Закон этот сохранился лишь в нарративных источниках. Сократ Схоластик сообщает, что по повелению императора «языческие капища в то же время все были закрыты, и сами язычники скрывались, где кому случилось», однако эта информация неточна, так как, например известные софисты-язычники Максим и Приск, бывшие друзьями и советниками Юлиана, оставались при дворе, а Фемистий в своей речи чуть позже восхвалял толерантную религиозную политику Августа. Разрушения языческих храмов случались, но они носили неофициальный характер, предпринимаясь частными лицами с молчаливого согласия властей. Именно так объясняется посвящённая Иовиану надпись с острова Корфу, в которой автор говорит, что разрушил языческий храм и воздвиг на его месте церковь. Эрмий Созомен, повествуя о пребывании Иовиана в Антиохии, рассказывает о том, что кроме восстановления всех привилегий и льгот, данных церквам Константином Великим и его сыновьями, Август также 

«Секунду, имевшему должность преторианского префекта, дал общий закон, которым назначалась смертная казнь всякому, кто решится взять в брак посвященную Богу деву, или даже бесстыдно взглянуть на неё, либо похитить её. Этот закон дан был потому, что в царствование Юлиана иные коварные люди с такими девами вступали в брачный союз и увлекали их к растлению либо насилием, либо убеждением, что обыкновенно бывает, когда вера пренебрегается и подвергается презрению, и когда постыдная страсть может отваживаться на это ненаказанно».

 Этот закон дошёл до нас в кодексе Феодосия, в котором, однако, он датируется 19 февраля 364 года (то есть на 2 дня позже после общепринятой даты смерти Иовиана) и приписывается Валентиниану и Валенту.
В Антиохии-на-Оронте Августа осаждали стекавшиеся отовсюду представители различных христианских сект, надеявшиеся привлечь императора к своему толкованию христианской веры. Наибольшую активность проявлял Афанасий Александрийский — последовательный сторонник решений Никейского собора, тотчас после получения известий о смерти Юлиана вновь ставший епископом Александрии. Он, по разным сообщениям, либо сам приехал в Антиохию, либо был вызван туда Иовианом для изложения вопросов веры. Афанасий написал довольно объёмное послание Иовиану, в котором разъяснял основы никейской веры (текст послания дошёл до нас в труде Феодорита Кирского). Император, однако, проявил осторожность, не давая никому явного преимущества, но признав Никейский Символ веры. Там же, в Антиохии, как сообщает Феодорит, Август

«издал другой закон, которым повелевалось возвратить церквам количество съестных припасов, которое присвоил им Константин Великий, потому что Юлиан, начав борьбу с Богом и Спасителем нашим, лишил их и этого пособия. Но так как приключившийся за его нечестие голод не позволял тогда собрать установленных Константином взносов, то Иовиан приказал выдать (церквам) только третью часть, а полное количество хлеба обещал доставить им тогда, когда время голода пройдет».

 Закон от 11 января 364 года (также приписанный Валентиниану и Валенту) был реакцией на школьное законодательство Юлиана (отстранившего христиан от преподавания в школах) и разрешал заниматься преподаванием всем, кто обладал соответствующими знаниями.

Изображение Иовиана на монете: в правой руке он держит лабарум, в левой — шар с богиней Викторией

Наиболее дискуссионна принадлежность Иовиану закона, который помечен в кодексе Феодосия как изданный 4 февраля 364 года в Медиолане. Так как в феврале 364 года в Медиолане не было никакого императора, одни исследователи изменяют место издания (при этом закон приписывается Иовиану), другие — датируют его 365 годом (в феврале 365 года Валентиниан как раз был в Медиолане, закон, соответственно, приписывается этому императору). Говорится в нём о возвращении государству всех земель, пожалованных или проданных языческим храмам предыдущими императорами.
В связи с восстановлением господствующего положения христианства был снова введён в обиход лабарум — буквы «Хи» и «Ро» (Христос), убранные Юлианом, вновь появились на военных штандартах, о чём свидетельствуют монеты (на которых, однако, император изображён не только с христианским лабарумом, но и с языческой богиней Викторией).

## Смерть
Иовиан вступил в консульство 1 января 364 года. Однако консулом ему довелось побыть совсем недолго: 

«Вскоре застал Иовиана предназначенный ему судьбой смертный час. Когда он прибыл в Дадастану, пограничный город между Вифинией и Галатией, его нашли ночью мертвым. По поводу его кончины возникло много сомнительных предположений. Рассказывали, что его убил ядовитый запах, оставшийся после побелки комнаты, в которой он ночевал, что он погиб от угара, возникшего от слишком сильно дымившей жаровни, и, наконец, что вследствие чрезмерного обилия пищи он получил смертельное несварение желудка. Умер он на 33 году жизни».

Произошло это событие 17 февраля 364 года. Следствия по поводу его смерти не проводилось, что отдельно подчёркивает Аммиан Марцеллин. Наиболее распространена в источниках версия о естественной смерти императора, однако уже в древности появилась версия о его убийстве. Об этом прямо говорит Иоанн Златоуст, и довольно активно намекают Аммиан Марцеллин и Иоанн Антиохийский. По сообщению Евтропия, после смерти Иовиан, по старой римской традиции, был причислен к богам (хотя и являлся христианином).
Иовиан был похоронен в Константинополе в Церкви Апостолов. Тело его, вероятно, пробыло там вплоть до взятия города крестоносцами в 1204 году, когда церковь была разграблена и захоронения императоров вскрыты.

## Семья
Варрониан — отец.
Военный, трибун легиона Иовиев. Имел достаточно большой авторитет в войсках.
Варрониан — сын.
Был старшим сыном Иовиана. Иовиан назначил его консулом вместе с собой.
Харито — жена.
Имя жены Иовиана упоминает только Зонара. Харито была дочерью довольно влиятельного офицера Луциллиана. О её жизни практически ничего неизвестно. Была матерью двоих детей Иовиана (первый — Варрониан, имя второго неизвестно). Возможно, была ещё жива в 380 году. Харито была похоронена рядом со своим мужем в Константинополе в Церкви Апостолов.
Луциллиан — тесть. Занимал высокие должности при императоре Констанции II, в частности, был магистром армии в Иллирике. Юлиан II уволил его со службы, и он вернулся в армию только после того, как его зять стал императором. Иовиан отправил Луциллиана на запад с целью упрочнения своей власти, однако тот погиб во время внезапно вспыхнувшего солдатского мятежа в Ремах (совр. Реймс).

## Итоги правления
Главным содержанием правления Флавия Иовиана было, во-первых, заключение мира с персами, а во-вторых, восстановление про-христианской государственной политики.
По миру с Сасанидами от Римской империи отторгались области с несколькими важными городами на востоке римской Месопотамии. Также римляне обязались не помогать Армении в её борьбе против персов. Римско-персидская граница была установлена на довольно долгий срок, но в Армении соперничество вскоре возобновилось, и она была поделена между двумя империями.
В области религии были восстановлены все привилегии христианской церкви, полученные при Константине Великом и его сыновьях и отобранные Юлианом. Никакое течение в христианстве не было поддержано официально, однако император склонялся к никейскому символу веры. При этом императоре христианство окончательно заняло доминирующее положение в обществе, никогда больше его не уступая. Если Иовиан и его ближайшие преемники проводили довольно толерантную религиозную политику, не слишком ущемляя язычество, то в дальнейшем императоры стали действовать исключительно в интересах христианской церкви, всячески притесняя старую римскую религию.
За своё недолгое правление Флавий Клавдий Иовиан не успел сделать многого, однако основные направления его политики продолжил его преемник Валентиниан I.

## Иовиан в исторической литературе

### Первоисточники

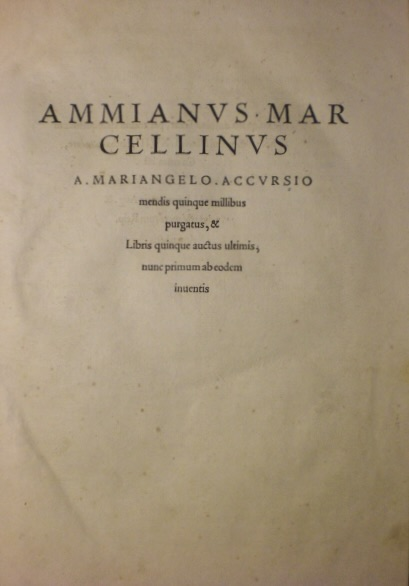
Титульный лист «Римской истории» Аммиана Марцеллина (издание Аккурзия, Аугсбург, 1533) — основного источника о личности и правлении Иовиана

Наиболее полная информация о жизни и деятельности Иовиана содержится в «Деяниях» (труд более известен как «Римская история») Аммиана Марцеллина. Этот греческий историк знал будущего императора лично, участвуя с ним в персидском походе Юлиана II.
Из авторов-современников можно отметить Евтропия (автора «Бревиария от основания города», сокращённой истории Рима), который также участвовал в походе против Сасанидов, неизвестного автора «Извлечений о жизни и нравах римских императоров» (сочинение обычно приписывается Аврелию Виктору), Руфа Феста и Иеронима Стридонского. Довольно много внимания этому императору уделяют историки христианской церкви — как ортодоксальные (Феодорит Кирский, Сократ Схоластик, Созомен, Руфин Аквилейский), так и Филосторгий — автор единственной дошедшей до нас церковной истории, написанной с точки зрения арианства. Из более поздних историков об Иовиане писали Павел Орозий, Зосим (последний греко-римский языческий историк), Иоанн Антиохийский, Иоанн Малала, Иоанн Зонара, Иоанн Лид, Феофан Византиец и некоторые другие.
Информация об Иовиане присутствует в позднеантичных публицистических произведениях, например, языческого ритора Либания и некоторых письмах и произведении Иоанна Златоуста (Ad viduam iuniorem). Самое объёмное публицистическое произведение, посвящённое Иовиану — речь оратора Фемистия (речь 5), произнесённая им по случаю вступления императора в консульство.
Из юридических источников наиболее важен Кодекс Феодосия. Некоторые законы, помеченные этим периодом, содержатся в Кодексе Юстиниана VI века.
Из эпиграфических памятников сохранилось несколько официальных надписей и определённое количество монет разной сохранности.

### Оценка личности и правления Иовиана в историографии
Различные оценки правления и личности Иовиана появились ещё в античности. Различные взгляды присутствуют и в последующей историографии. В основном различие в оценках и взглядах касаются следующих вопросов: 1. Избрание Иовиана императором 2. Заключение мира с персами 3. Уровень толерантности его религиозной политики 4. Оценка личности Иовиана. При этом акценты в данных вопросах в античной и современной историографии расставлены зачастую по-разному.
1. Избрание Иовиана императором. В античности этот вопрос рассматривался с точки зрения легитимности нового Августа. По мнению современных исследователей, Аммиан мог акцентировать внимание на избрании Иовиана не всей армией, а лишь консисторием, частью армии, потому что он не считал его полностью легитимным правителем и хотел донести эту мысль до своих читателей. Фемистий же, наоборот, в своей придворной речи подчёркивал, что Иовиан был выбран единогласным решением армии. Также и более поздние христианские писатели писали о единогласном избрании для того, возможно, чтобы придать этому императору бо́льшую легитимность. В последующей историографии этот вопрос рассматривался несколько под другим углом — исследователей больше интересовало, какие силы способствовали избранию императора.
2. Заключение мира с персами. В античности в первую очередь рассматривался вопрос необходимости этого мира. Можно выделить три точки зрения на этот мир в древних сочинениях: отрицательная, нейтральная и положительная. Аммиан писал, что мир был заключён поспешно, характеризовал его как позорный и ненужный. Евтропий называл его «позорным, но необходимым». Большинство же христианских авторов приветствовало этот мир. В современную историографию перешли в основном две первые точки зрения (в частности, отмечается, что виноват в тяжёлых последствиях мира был в первую очередь Юлиан, у Иовиана же не оставалось другого выхода).
3. Толерантность религиозной политики. Этот вопрос больше актуален для современных исследований. В античности оценку действий Августа в отношении религии можно встретить в основном в речи Фемистия, где он приветствует толерантное отношение Иовиана ко всем религиям, и в сочинениях христианских писателей, в которых приветствуется поддержка христианства. В новой историографии в основном утвердилось мнение о толерантности политики Иовиана, хотя высказывается и точка зрения о том, что в последние полтора месяца своего правления он всё больше отходил от такой политики и всё больше склонялся к поддержке христианства в ущерб язычеству.
4. Оценка личности Иовиана. Вопрос в основном характерен для античной историографии и трудов Нового времени (классические примеры — работы Гиббона и Моммзена). Наибольшее распространение получила довольно негативная характеристика Иовиана, ведущая свои истоки от Аммиана. Сторонники такого взгляда говорят об этом императоре как о малоспособном, довольно ограниченном человеке. Более положительная характеристика идёт от древних христианских авторов, стремившихся превознести Иовиана.

## Иовиан в произведениях искусства
К образу этого императора позднейшие деятели культуры практически не обращались. Одно из исключений — Генрик Ибсен, сделавший Иовиана одним из героев (второстепенным) второй части дилогии «Кесарь и Галилеянин». Также Иовиан фигурирует в историческом романе Д. С. Мережковского «Юлиан Отступник», входящем в трилогию «Христос и Антихрист».

## Комментарии
1. ↑  В русском языке встречаются два варианта прочтения: Дадастана и Дадастаны.
2. ↑  Впрочем, существует версия, что кандидатура Иовиана была не случайна, так как его предполагали сделать императором после смерти Констанция II (о чём говорил Фемистий, выступая непосредственно перед Августом и всем двором), но успех Юлиана лишил его этой возможности. В поддержку данной версии, по мнению П. Хизера, указывало также то, что Иовиан сопровождал похоронную процессию с телом Констанция[16].
3. ↑  Не следует путать Секунда Саллюстия, префекта Востока, и Флавия Саллюстия, префекта Галлии, назначенного Юлианом консулом вместе с собой в 363 году.
4. ↑  На классической латыни: Iovianvs и Ivlianvs — в письменности классической латыни буква v обозначала одновременно и звук [у], и звук [в].
5. ↑  Весьма полную подборку источников о мире 363 года можно найти в: Dodgeon et al., 2002.
6. ↑  В русских переводах античных источников город называется по-разному: Нисибис, Низибис, Низиба, Низибия.
7. ↑  Точно определить границы переданных персам территорий затруднительно[41].
8. ↑  Подобный случай, произошедший с ним после назначения цезарем, описывал Флавий Юлиан в «Мисопогоне»: «Случилось мне как-то зазимовать в любимой Лютеции — так кельты называют городишко Паризиев <…> Зима тогда была свирепей обычной, мой же дом не обогревался… я не позволял слугам нагревать дом, ибо боялся таким образом извлечь сырость из стен, однако я приказал им внести в дом уже погасший огонь и расположить в комнате умеренное количество жаровен с раскалёнными углями. Но угли, хотя их и не было много, выделили из стен некоторые испарения, от которых я впал в сон, и поскольку моя голова наполнилась ими, я почти задохнулся. Меня всё-таки вынесли наружу, и врачи рекомендовали мне извергнуть поглощённую пищу». Юлиан. Мисопогон. 340c—342a.
9. ↑  Иовиану и его правлению Марцеллин посвятил гл. 5—10 в кн. XXV.
10. ↑  В отечественной историографии нет устоявшейся формы его имени. Историка называют как на греческий манер — Зосима, так и на латинский — Зосим.
11. ↑  Подробный подбор источников по всем трём точкам зрения см. в: Dodgeon et al., 2002.